# Epichorista
Epichorista is een geslacht van vlinders uit de familie van de bladrollers (Tortricidae). De wetenschappelijke naam van dit geslacht is voor het eerst geldig gepubliceerd in 1909 door Edward Meyrick.
Het geslacht komt voor in het zuidelijk halfrond en is bekend uit Australië, Tasmanië, Nieuw-Zeeland, zuidelijk Afrika (vooral Zuid-Afrika) en Madagaskar. De typesoort is Epichorista hemionana uit Nieuw-Zeeland.

## Soorten
- Epichorista aethocoma
- Epichorista armigera
- Epichorista aspistana
- Epichorista benevola
- Epichorista camacinana
- Epichorista chloradelpha
- Epichorista cinerata
- Epichorista crypsidora
- Epichorista curva
- Epichorista elephantina
- Epichorista emphanes
- Epichorista eribola
- Epichorista eurymochla
- Epichorista exanimata
- Epichorista galeata
- Epichorista geraeas
- Epichorista gonodesma
- Epichorista hemionana
- Epichorista leptosticha
- Epichorista licmaea
- Epichorista lindsayi
- Epichorista loxomochla
- Epichorista mesosceptra
- Epichorista mimica
- Epichorista niphosema
- Epichorista passaleuta
- Epichorista persecta
- Epichorista perversa
- Epichorista phaeocoma
- Epichorista phalaraea
- Epichorista prodigiosa
- Epichorista psoropis
- Epichorista samata
- Epichorista serena
- Epichorista sicca
- Epichorista siriana
- Epichorista smenodes
- Epichorista speciosa
- Epichorista spodophanes
- Epichorista tenebrosa
- Epichorista tortuosa
- Epichorista uniformis
- Epichorista vestigialis
- Epichorista zatrophana